# 王堂 (東漢)
王堂（？—？），字敬伯，廣漢郡郪人。東漢將作大匠。

## 生平
王堂被舉薦為光祿茂才，遷任穀城縣令，治理的政績出了名。永初年間，西羌入侵巴郡，為人民的大患，朝廷派遣中郎將尹就前往討伐，但連年不克。三公薦舉王堂，任命為巴郡太守。王堂馳兵赴賊，斬羌虜千餘級，巴郡、上庸郡得以安定，官吏和百姓在王堂生前就爲他立了祠。刺史張喬上表推薦王堂治理之能，於是王堂遷任右扶風。
漢安帝西巡，漢安帝的乳母王聖、中常侍江京請王堂照顧他們的家人。但王堂拒絕了請求。掾史勸諫他，王堂說他受國恩，怎能因權貴就迎合通融，即便死也要堅守信念。隔天就遣送他們的家人回去，關門上書稱病不出。有人藉此誣告王堂，恰逢漢安帝駕崩，江京等人都被誅殺，王堂以守正道不奉承權貴被人稱頌。
永建二年（127年），王堂任職將作大匠。永建四年（129年），王堂因公事降職爲議郎。複拜魯相，政存簡單，數年沒有辭訟。遷任汝南太守，王堂廣求人才，謙恭地對待賢才。王堂跟掾史說：「古人殷勤求賢請來輔佐自己，不需事事自己處理，所以安然自德。我想將部屬的管理和考核人才方面，交給功曹陳蕃處理。而處理政務、制定政策、拾遺補闕這類的事情，就交給主簿應嗣處理。」自此之後王堂推誠相待，虛心求教，不再妄有辭教，郡內教化大行。
大將軍梁商和尚書令袁湯，向王堂請求歸屬他們一黨而被拒絕，於是懷恨在心。廬江賊兵入侵弋陽界，王堂派兵征討，賊兵立即奔散，梁商、袁湯懷恨王堂，所以上奏說王堂在任內沒有警惕才導致賊兵入侵，王堂因此被免官返家。八十六歲時去世。王堂遺令要求從簡、用土燒製的棺木埋葬。

## 家族

### 妻
- 文極，字季姜，有母儀之德，享壽八十一歲。[7]

### 子
- 王稚，母文季姜，有高潔的品德，不願當官。[1][7]
- 王博，王堂長子，與其前妻的兒子。[7]
- 王康，母文季姜。
- 王芝，母文季姜。[7]

### 女
- 王紀、王流，王堂與其前妻的女兒。
- 王始、王示，王堂與文季姜的女兒。[7]

### 兒媳
- 楊進，王博之妻。[7]

### 孫媳
- 張叔紀，張霸孫女，古樸、周幹、彭勰、祝龜曾為她作頌。[7]

### 曾孫
- 王商，字文表，益州刺史劉焉、劉璋下屬，劉璋時曾擔任蜀郡太守。[1]

## 外部連結
- 《全後漢文·王堂傳》 （页面存档备份，存于）

## 延伸阅读
[在维基数据编辑]
 《後漢書·卷31》，出自范晔《後漢書》
 《東觀漢記》